# Daknopholis boivinii
Daknopholis es un género monotípico de plantas herbáceas perteneciente a la familia de las poáceas. Su única especie: Daknopholis boivinii (A.Camus) Clayton, es originaria de África en Madagascar y Aldabra.

## Sinonimia
- Chloris boivinii A.Camus
- Chloris perrieri A. Camus
- Chloris perrieri var. aristata A. Camus
- Chloris ramosissima A. Camus[2]